# Nello Rossati
Nello Rossati (Adria, 15 luglio 1942 – Roma, 16 ottobre 2009) è stato un regista e sceneggiatore italiano.

## Biografia
Negli anni Sessanta frequenta a Roma i corsi di regia all'Accademia nazionale d'arte drammatica. Dopo aver conseguito il diploma, svolge l'attività di aiuto regista teatrale e attore, sia con Giorgio Albertazzi che con Giuseppe Patroni Griffi, per poi lavorare come regista per le compagnie di Salvo Randone, Gianni Santuccio e Nando Gazzolo.
È del 1971 il suo primo film da regista, Bella di giorno moglie di notte.

## Filmografia

### Cinema
- Bella di giorno moglie di notte (1971)
- La gatta in calore (1972)
- Buona parte di Paolina (1973)
- La nipote (1974)
- L'infermiera (1975)
- I figli non si toccano! (1978)
- Io zombo, tu zombi, lei zomba (1979)
- Le mani di una donna sola (1979)
- Una donna di notte (1979)
- Fuga scabrosamente pericolosa (1985)
- Django 2 - Il grande ritorno (1987)
- Top Line (1988)
- Cancellate Washington! (1990)
- Il giorno del giudizio (1993)

### Televisione
- Creditori (1985) tragicommedia di Strindberg del 1889
- La carne e il diavolo (1992)